# Cornumutila
Cornumutila  — род жуков из подсемейства Lepturinae.

## Описание
Третий сегмент усиков очень короткий, гораздо короче первого и длиннее только второго. Переднеспинка у самцов почти цилиндрическая.

## Систематика
- вид: Cornumutila lineata (Letzner, 1843)
- вид: Cornumutila quadrivittata (Gebler, 1830)